# Roca de fiar

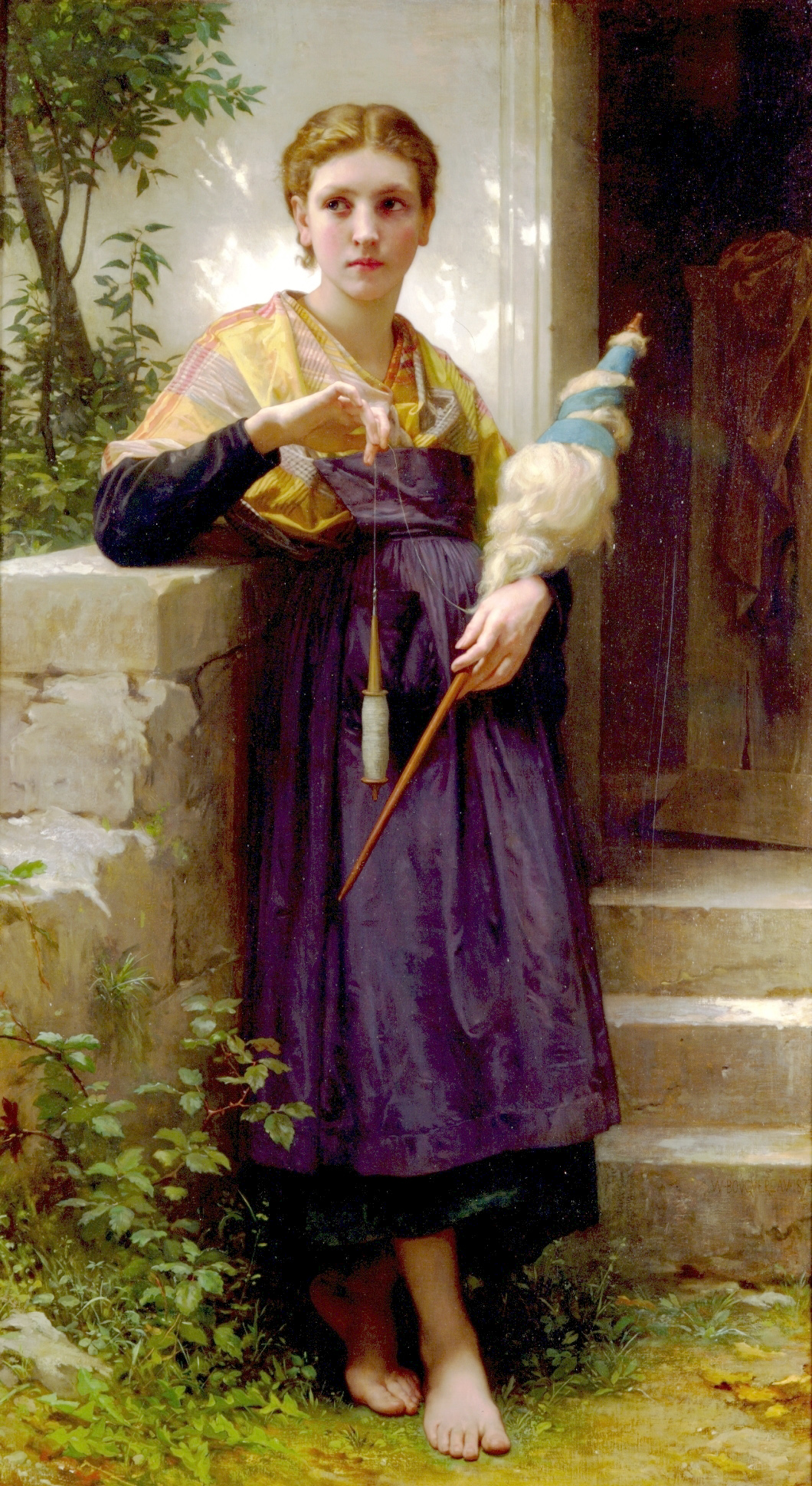
Fiandeira com roca e fuso

Uma roca de fiar é uma ferramenta utilizada na fiação manual ou mecânica.

## Roca manual
Benjamim Pereira (1960-1961), com base nos elementos constituintes das rocas manuais, definiu quatro categorias distintas:
- Categoria A) roca constituída apenas pelo cabo;
- Categoria B) roca formada por um cabo com hastes numa das extremidades;
- Categoria C) roca composta por um cabo, roquil e torre;
- Categoria D) roca com ou sem cabo, constituída por uma tábua espalmada.

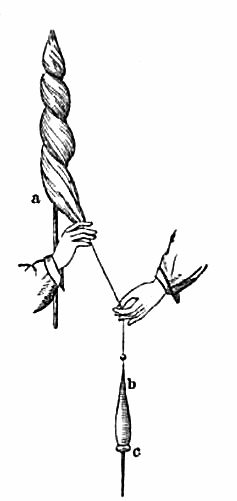
a) roca b) fuso c) volante

## Roca mecânica
Supõe-se que as rocas como rodas de fiar tiveram origem na India entre os anos  500 e 1000 d.c. No século XIII a roda de fiar  é introduzida  na Europa e compete com a roca e o fuso.
São dois os tipos de rodas mais frequentes:
- roda de fiar com manivela, consiste geralmente num mesa apoiada sobre quatro pés, com uma roda montada numa das extremidades,

esta é accionada por uma manivela anexa ao eixo da roda, na outra extremidade da mesa tem um fuso de ferro com um carreto em madeira que recebe o movimento da roda através de um cordel que os liga;
- roda de fiar com pedal, que além de fiar  enrola o fio.[3]

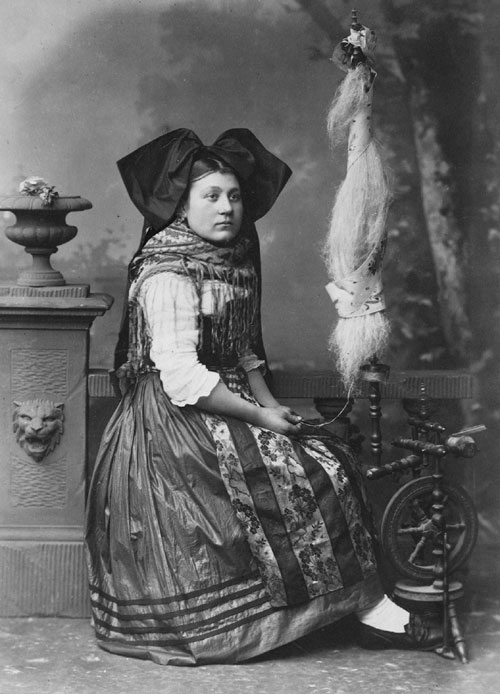
roda de fiar com a roca montada.
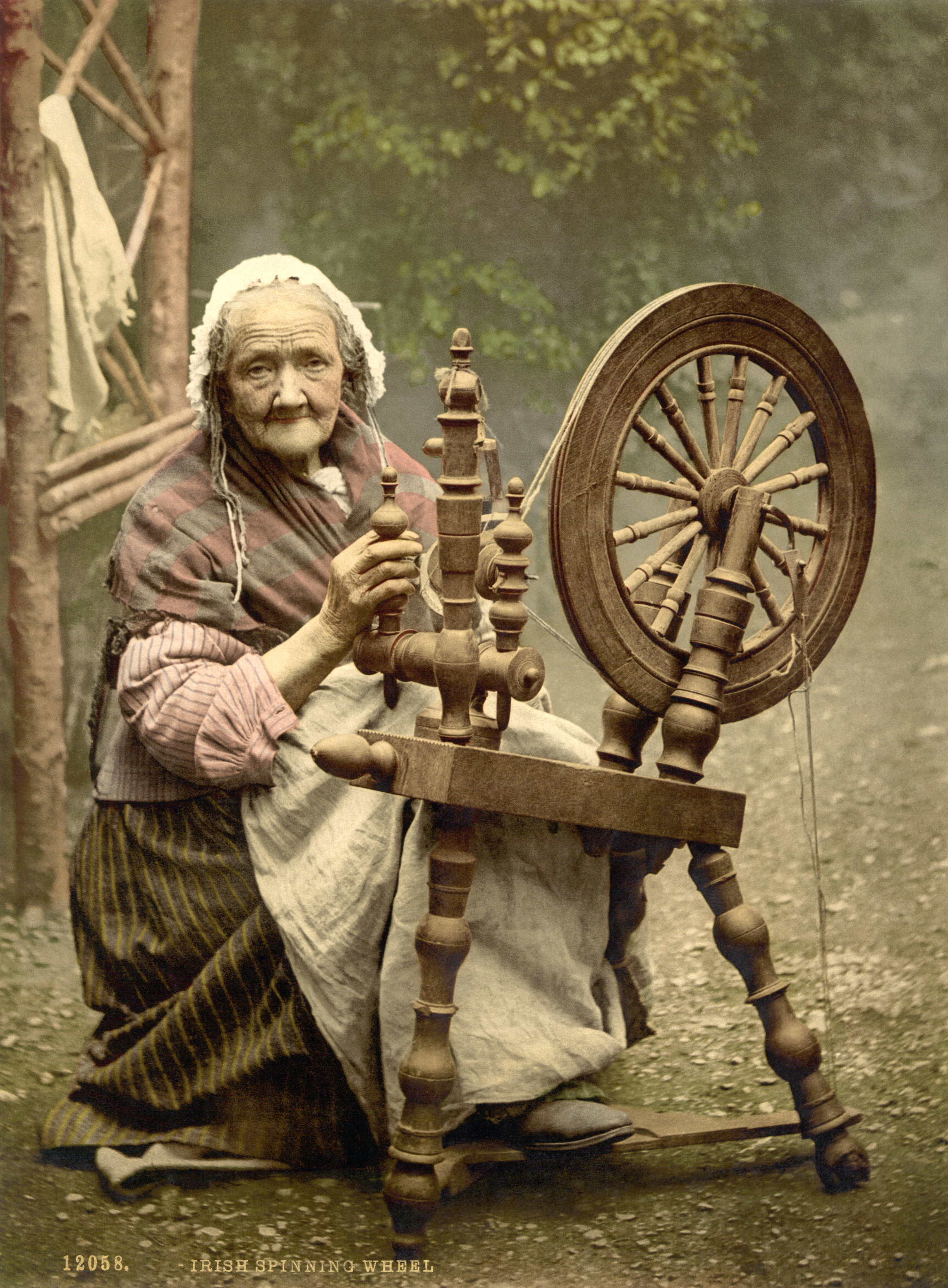
roda de fiar com pedal.
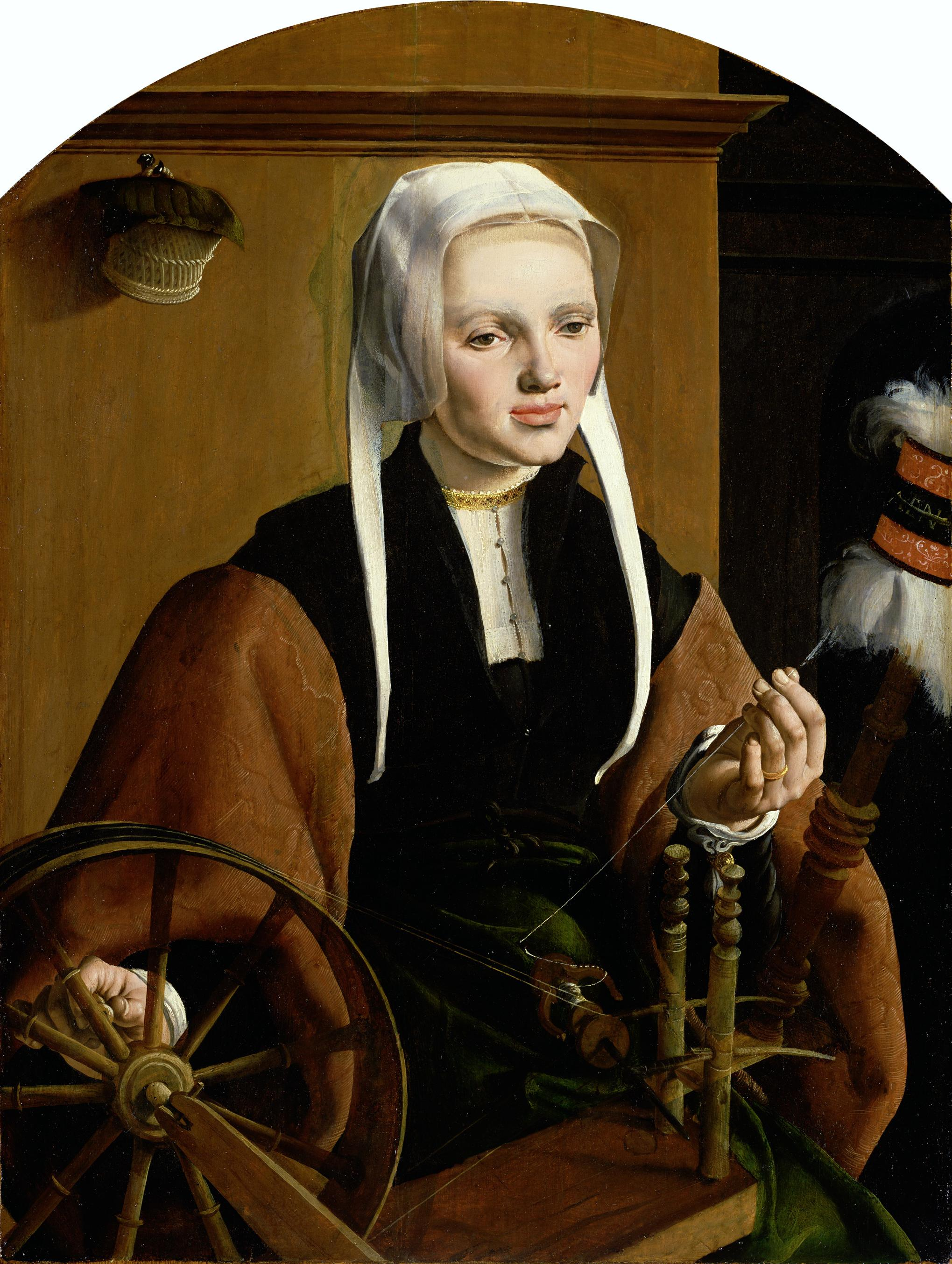
roda de fiar com manivela.
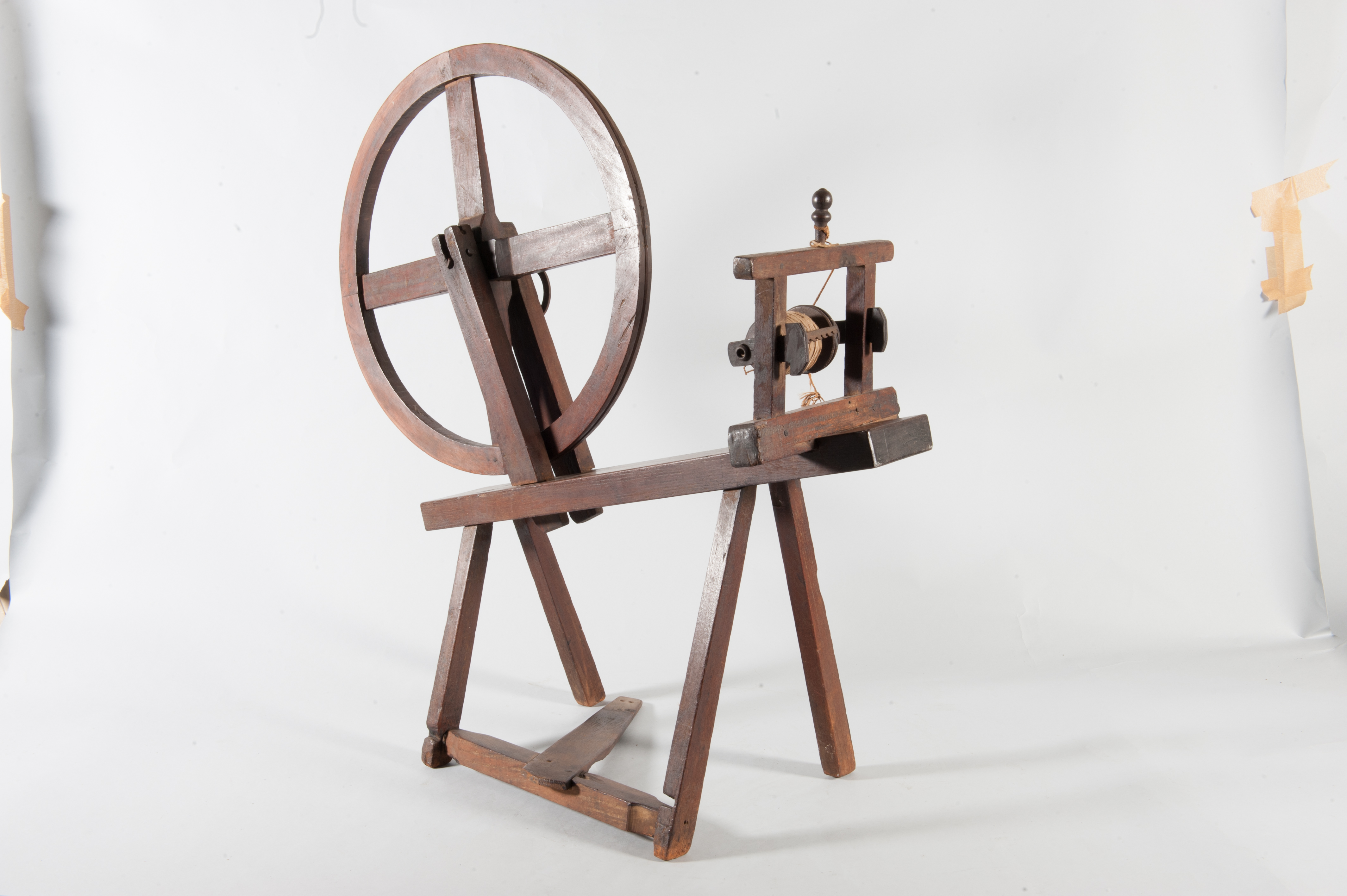
Uma roca de fiar mecânica, parte do acervo do Museu Paulista.
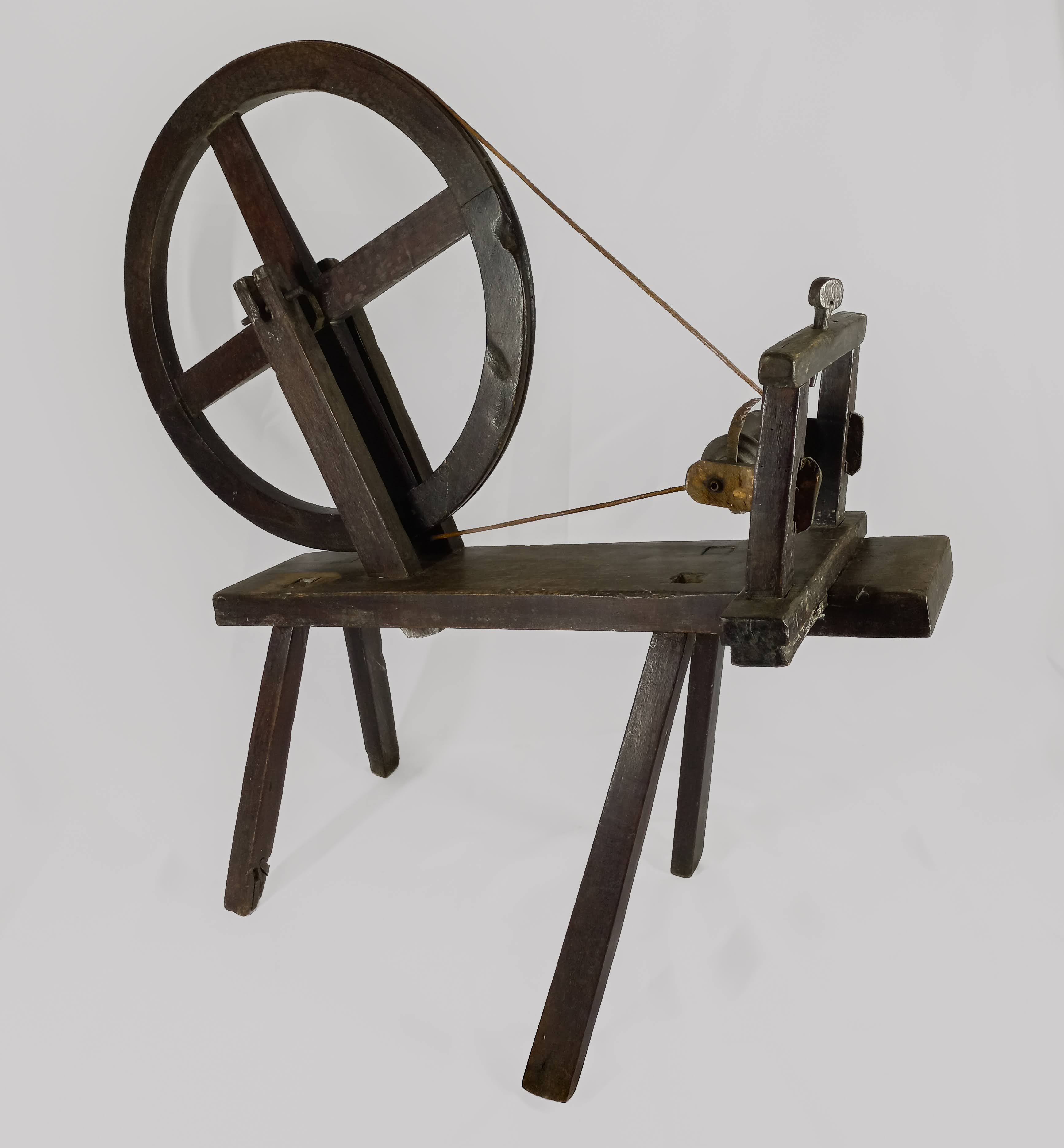
Uma roca de fiar mecânica, parte do acervo do Museu da Capitania de Ilhéus.

## Etimologia
O substantivo roca deriva do vocábulo da língua gótica ruka.